# Банм'ян
Банм'ян ( кит. 板麵, переклад "локшина з дощок/блоків") — популярна китайська страва з локшини . Використовується різни види невиробничою (домашньої) локшини: юміан (тонша кругла локшина) або ме хун куе (плоскі та тонкі прямокутні шматочки тіста). Банм'ян - це популярна страва в Китаї, Малайзії, Сінгапурі та Тайвані.
Назва походить від технології створення локшини, коли вона нарізається на прямі пасма за допомогою дерев’яної дошки як лінійки.

## Походження
Сучасна страва банм'ян є сумішшю традиційних методів хакка південно-східній частині Китаю і Міннань. Хакка спочатку робили локшину, відрізаючи шматочки від цілого шматка тіста, а в регіоні Міннань повари розгортали тісто у великий плоский шматок, який потім розривали руками на не великі шматочки.  Сучасна локшина частіше має форму плоских смужок.

## Опис
Ця страва вважається здоровою їжею,  її можна знайти у продажу в ресторанах, у вуличних торговців і на продуктових кіосках Азії. Основою всієї страви є суп, тому існують численні варіанти інгредієнтів, бульйонів і форм локшини. У багатьох випадках готовий суп заправляють яйцем, яке варять у гарячій рідині над локшиною.

## Приготування

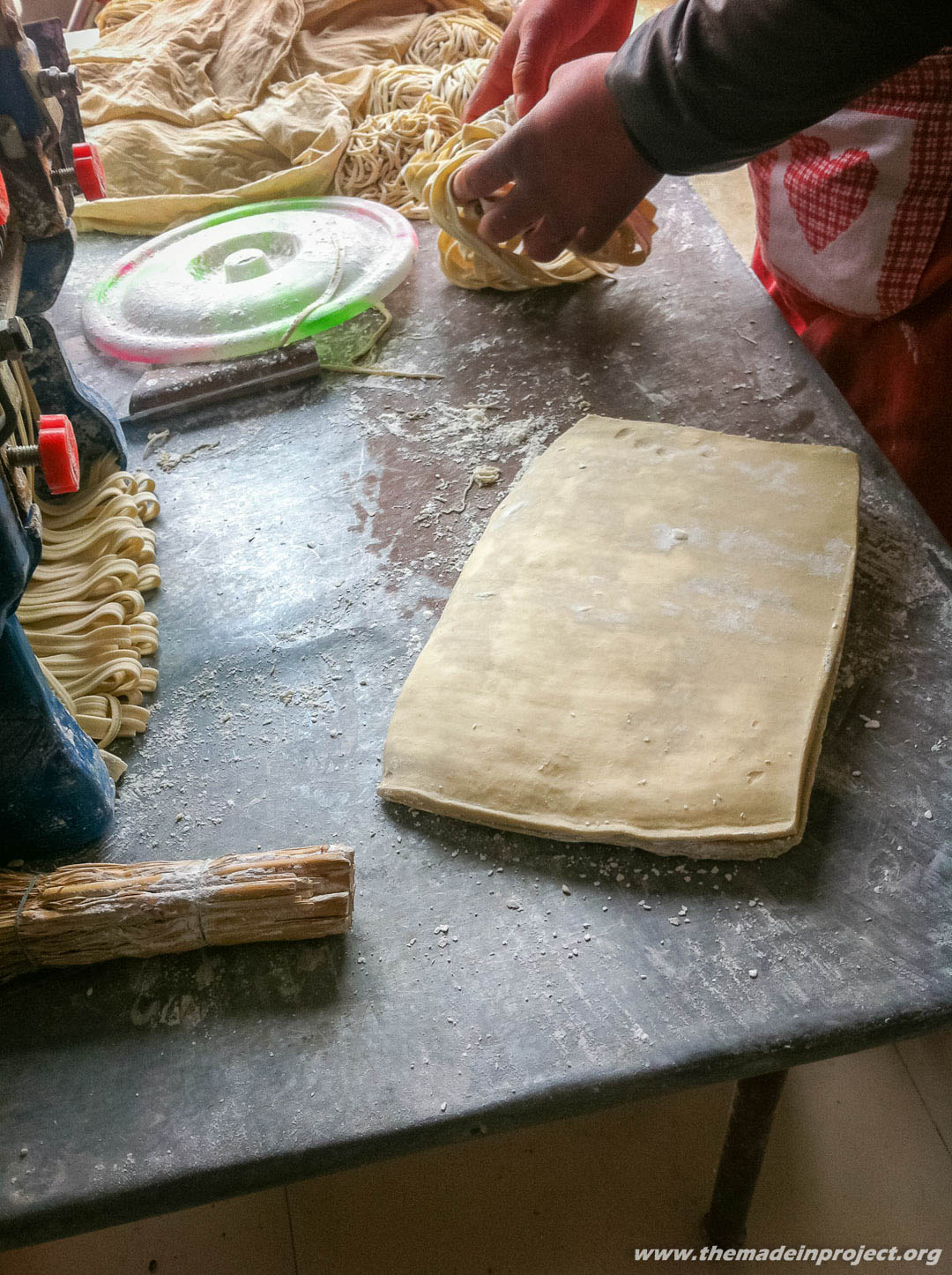
Виготовлення локшини

Основою супу може бути вода, але частіше це кістковий бульйон або рибний бульйон (зазвичай з анчоусів). Різні інгредієнти, такі як цибуля, часник, імбир і квасолева паста, також можна додавати в бульйон, щоб додати більше смаку, хоча деякі препарати настільки прості, що використовуються лише звичайні бульйони.
Процес приготування Банм'ян на сковороді (суп)
1. Спочатку готується тісто з пшеничного борошна та солі, але можна додавати й яйце.
2. Розгортати тісто, нарізати його на смужки 2-3 мм завширшки та посипати борошном.
3. Покласти тонкі смужки в киплячу воду і бланшувати їх до готовності, приблизно 1-2 хвилини.
4. Відкинути варену локшину на друшляк, щоб стекла вода.
5. Відціджену локшину покласти на сковороду, додати  соус, овочі, фарш або шматочки м'яс, риби чи морепродуктів і рівномірно обсмажити.
6. Подавати на тарілці, посипати нарізаної зеленої цибулею або порошком сушеного чилі.

Банм'ян  може мати різні інгредієнти в рецепті, окрім локшини,  сушені анчоуси,  гриби, пагони бамбука та листові овочі, такі як листя батату або катук( Sauropus androgynus )тощо. У Малайзії суху локшину і суп подають окремо.
В Малайзії готують банм'ян зі свинячим фаршем, смаженою цибулею, анчоусами, а зверху яйцем пашот, яке потім вмішують в суп.  Зазвичай його подають із сухим перцем чилі або самбалом .

## Дивись також
- Китайська локшина
- Список супів з локшиною